# Карнул
Карнул, Карну́лу (телугу కర్నూలు, хинди कर्नूल, англ. Kurnool) — город в Южной Индии в штате Андхра-Прадеш. Административный центр округа Карнул. Карнул расположен в 212 км к югу от столицы штата, города Хайдарабад. Шестой по величине город штата. Известен как «Ворота Раяласимы», является крупнейшим городом данного региона. С 1 октября 1953 года по 31 октября 1956 года являлся столицей штата Андхра.

## Этимология
Название «Карнул» производно от названия «Канденаволу». Кандена в переводе с языка телугу означает смазка. Также город был известен под названиями Сканда или Кумарасвани (главный бог войны)

## Физико-географическая характеристика
Средняя высота над уровнем моря — 273 метра. Карнул расположен на берегах реки Тунгабхадра, правом притоке реки Кришна. Также через город протекают реки Хандри и Нива.
Климат тропический с температурами от 26 °C до 45 °C летом и от 12 °C до 31 °C зимой. Годовая норма осадков — 542 мм.
| Показатель                    | Янв. | Фев. | Март | Апр. | Май  | Июнь | Июль | Авг. | Сен.  | Окт.  | Нояб. | Дек. | Год   |
| ----------------------------- | ---- | ---- | ---- | ---- | ---- | ---- | ---- | ---- | ----- | ----- | ----- | ---- | ----- |
| Абсолютный максимум, °C       | 37,3 | 39,9 | 43,3 | 44,8 | 45,6 | 45,6 | 38,5 | 37,8 | 38,7  | 38,4  | 38,8  | 34,4 | 45,6  |
| Средний суточный максимум, °C | 30,3 | 33,3 | 36,9 | 39,0 | 38,8 | 34,6 | 32,0 | 31,5 | 31,8  | 31,3  | 29,7  | 28,9 | 33,2  |
| Средний суточный минимум, °C  | 17,1 | 19,1 | 22,0 | 25,1 | 25,5 | 24,3 | 23,4 | 23,1 | 22,6  | 21,7  | 19,2  | 17,0 | 21,7  |
| Абсолютный минимум, °C        | 8,3  | 11,1 | 12,8 | 15,5 | 19,4 | 17,6 | 19,2 | 19,9 | 17,0  | 13,0  | 9,3   | 6,7  | 6,7   |
| Норма осадков, мм             | 1,1  | 1,3  | 3,6  | 17,8 | 46,0 | 50,5 | 60,7 | 71,3 | 132,9 | 108,7 | 40,3  | 8,2  | 542,2 |
| Источник:                     |      |      |      |      |      |      |      |      |       |       |       |      |       |

## Население
Согласно переписи населения Индии 2011 года численность населения Карнула — 484 327 человек, из них 239 401 мужчина и 238 723 женщины. Уровень грамотности — 77,37 %.

## Производство
Преобладает цементное производство. Одной из первых сфер деятельности жителей стало производство хлопчатобумажной продукции и хлопкоочистка, изготовление ковров. Вырастало количество растительных масел, которое поступало на экспорт за границу.